# Gasthaus Bierhäusl

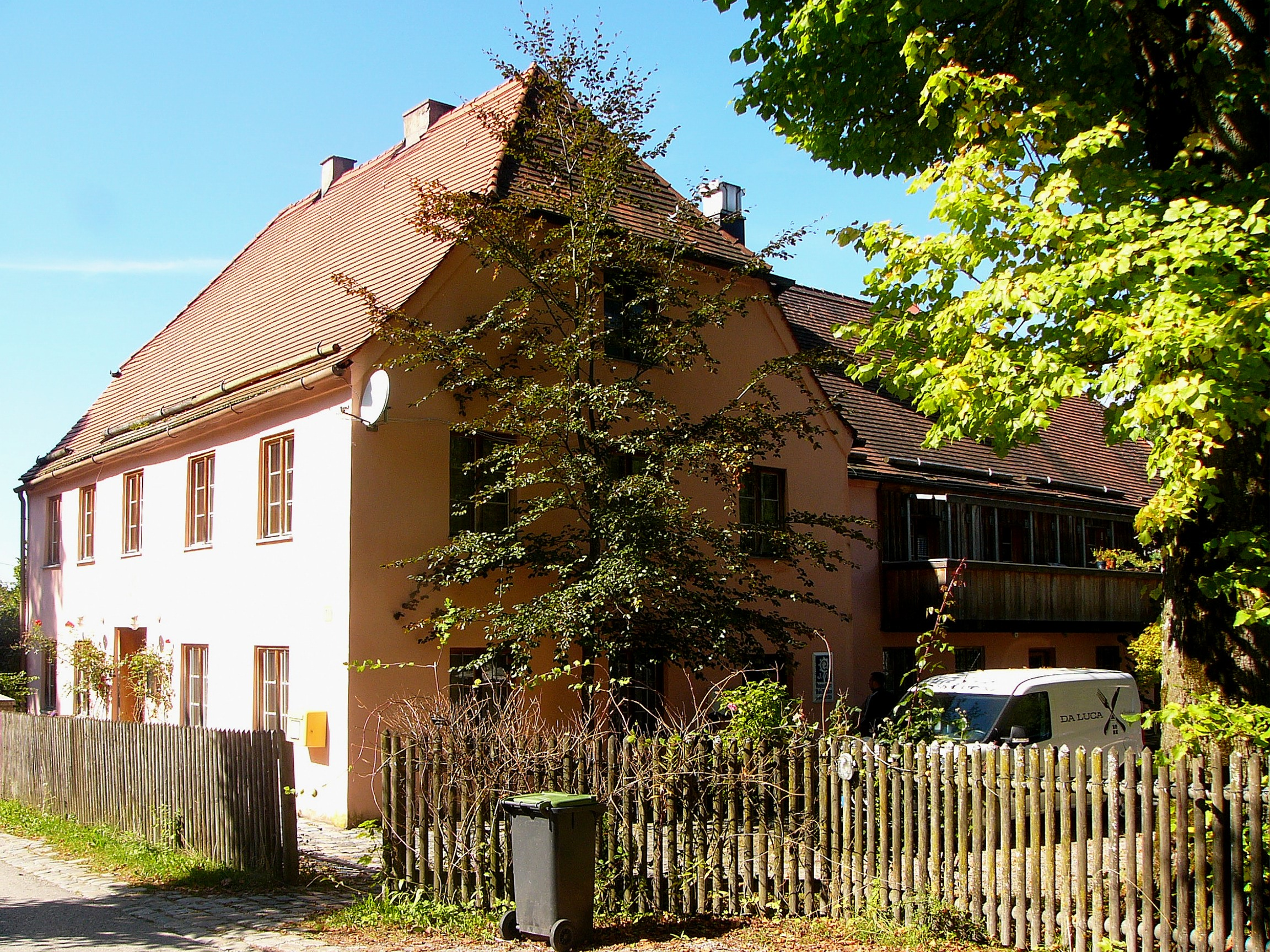
Ehemaliges Gasthaus Bierhäusl in Bad Heilbrunn

Das Gasthaus Bierhäusl in Bad Heilbrunn, einer Gemeinde im oberbayerischen Landkreis Bad Tölz-Wolfratshausen, wurde im 18. Jahrhundert im Auftrag des Klosters Benediktbeuern errichtet. Das ehemalige Gasthaus am Bierhäuslweg 11, südöstlich des Ortskerns gelegen, ist ein geschütztes Baudenkmal.
Der zweiflügelige Halbwalmdachbau mit teilweise verbrettertem Obergeschoss gehört zu einem Hof, der bereits im 13. Jahrhundert erwähnt wurde. 
Nach 1530 wurde dem damaligen Besitzer Pantaleon Bronner, dem Leibarzt des Herzogs Wilhelm IV., bereits das Schankrecht verliehen. Für die Gäste des Bades hatte die Taferne kleine Holzhäuser, die sogenannten Badkästen, errichten lassen.